# نووی میر (شهرستان پروومایسکی، سرزمین آلتای)
نووی میر (به لاتین: Novy Mir) یک منطقهٔ مسکونی در روسیه است که در سرزمین آلتای واقع شده‌است.